# Cataldo Stasi
Cataldo Stasi (Ruvo di Puglia, 15 aprile 1966 – Castel Maggiore, 20 aprile 1988) è stato un carabiniere italiano, vittima della Banda della Uno bianca, insignito di Medaglia d'oro al valor civile (alla memoria).
Il 20 aprile 1988, Stasi e il collega Umberto Erriu furono assassinati dalla Banda della Uno Bianca durante un controllo di servizio quotidiano. I due carabinieri stavano verificando una Fiat Uno sospetta con tre individui a bordo quando furono colpiti da un volume di fuoco impressionante. Erriu e Stasi riuscirono a rispondere al fuoco nonostante le ferite, ma morirono sul posto.

## Riconoscimenti
Alla sua memoria è intitolata, dal 15 marzo 2005, la caserma sede del Comando Stazione Carabinieri di Casalecchio di Reno (BO); dal 22 maggio 2018, la caserma sede del Comando Stazione Carabinieri di Crevalcore (BO); dal 15 aprile 2025 la caserma sede del Comando Stazione Carabinieri di Ruvo di Puglia (BA).